# Dawson Turner
Dawson Turner (18 d'octubre de 1775 - 21 de juny de 1858) va ser un botànic anglès.

## Biografia
Turner era fill del banquer James Turner. Va ser deixeble del botànic Robert Forby. No es va graduar al Pembroke College deCambridge per la malaltia terminal del seu pare. El 1796 passà a ser banquer en el banc patern.
La seva signatura com a botànic és: Turner. En honor seu es va donar nom a la molsa gegant (Dawsonia superba ) 
Es va interessar en la botànica i publicà molts llibres. El desembre de 1802 va ser elegit membre de la Royal Society. El 1816, va ser elegit membre estranger de la Reial Acadèmia Sueca de Ciències.
Cap a 1820 el seu interès passà a les antiguitats i junt amb l'artista John Sell Cotman treballà en el llibre, Architectural Antiquities of Normandy, publicat el 1822.

## Obres
- Synopsis of British Fuci 1802
- Muscologia Hibernicae Spicilegium (Irish Moss Ferns) 1804
- Botanist's Guide through England and Wales with Weston Dillwyn 1805
- Annals of Botany - nine articles 1800-1808